# Guillaume Bouteiller
Pour les articles homonymes, voir Bouteiller.
Guillaume Bouteiller, né à Paris le 28 octobre 1787 et mort dans la même ville le 11 novembre 1860, est un compositeur français.

## Biographie
Guillaume Bouteiller est le fils du négociant Guillaume Jacques Bouteiller, bourgeois de Paris, et de Marie Louise Thérèse Drouin. Il est le petit-fils de Louis Drouin et le neveu de Charles François Bouteiller. Il est le père d'Henriette Browne.
Après des études musicales auprès d'Angelo Tarchi, il entre jeune au Conservatoire de Paris puis se présente en 1806 au prix de Rome, où il est récompensé d'un premier grand prix pour sa cantate Héro et Léandre, sur un texte de Paul de Saint-Victor.
En dépit de ce premier succès, il préfère décliner l’offre du voyage à Rome. À sa suite, une série d'autres désistements font scandale sous l’Empire. Il choisit à la place un emploi administratif au ministère des Finances. Chef de bureau (1815) puis de section (1817) au ministère, il est nommé par la suite entreposeur des tabacs à Paris (1831).
De 1834 à 1847, il est maire de Montlignon. En 1838, il est nommé chevalier dans l'ordre de la Légion d'honneur.
Il meurt le 11 novembre 1860 en son domicile parisien de la rue du Bac.